# آرام سافارستیان
آرام سافارستیان (ارمنی: [] Error: {{Lang}}: فاقد متن (راهنما)؛ ۱۸۸۸ – ۱۹۶۶) دانشمند در زمینه تاریخ اهل ارمنستان که به خاطر ترجمه منابع ترکی قرون وسطی شتاخته شده است.

## زندگینامه
وی در ۱۸۸۸ در وان به دنیا آمد و از دانشگاه استانبول، دانشگاه دولتی تفلیس، فرهنگستان ملی علوم ارمنستان فارغ التحصیل شد.  وی در ۱۹۶۶ در سن ۷۸ سالگی در ایروان درگذشت.